# Lewis and Harris

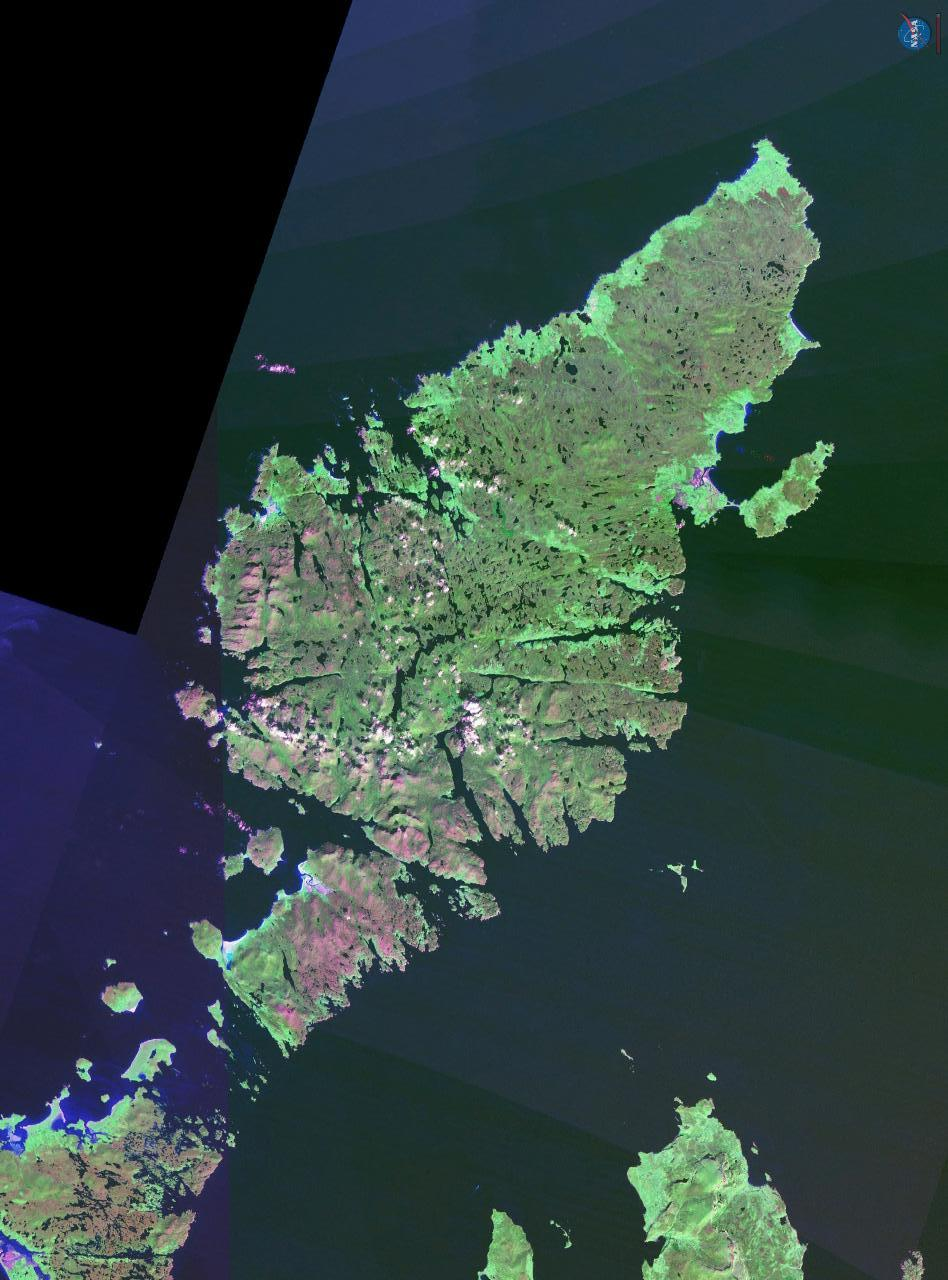
Satellitfoto över Lewis and Harris.

Lewis and Harris är den nordligaste och största av öarna i Hebriderna, Skottland.
Ön har en yta på 1994 kvadratkilometer. Ön har ett betydande fiske, och dess huvudort är Stornoway. Skotsk gaeliska har en stark ställning på ön. På 1930-talet bedömdes att av öns ungefär 32 000 innevånare runt 5 100 inte förstod engelska utan enbart talade gaeliska. Idag uppges omkring 60-70 % av öns befolkning vara gaelisktalande.
Den nordliga delen av ön heter Lewis och den sydliga Harris. Det är vanligt att man refererar till dessa två delar som om de var två olika öar. På engelska och gaeliska har denna ö inte något vardagligt namn. 
Gränsen mellan Lewis och Harris går från spetsen av fjorden Loch Resort på västsidan till spetsen av fjorden Loch Seaforth på ostsidan. Gränsen går alltså inte där ön är som smalast, vid Tarbert på Harris. Harris består till stor del av bergslandskap medan Lewis natur är plattare. Den högsta punkten på ön är Clisham som når 799 meter över havet. 
Administrativt tillhör Lewis and Harris de Yttre Hebriderna. Tidigare var Harris en del av Inverness-shire medan Lewis var en del av Ross and Cromarty.